# Stereophyllum omalosekos
Stereophyllum omalosekos är en bladmossart som beskrevs av Georg Friedrich von Jaeger 1880. Stereophyllum omalosekos ingår i släktet Stereophyllum och familjen Stereophyllaceae. Inga underarter finns listade i Catalogue of Life.